# Windsor Great Park
Windsor Great Park är en park i Storbritannien.   Den ligger i kommunen Windsor and Maidenhead i riksdelen England, i den södra delen av landet, 30 km väster om huvudstaden London. Windsor Great Park ligger 28 meter över havet.
Terrängen runt Windsor Great Park är platt. Runt Windsor Great Park är det tätbefolkat, med 913 invånare per kvadratkilometer. Närmaste större samhälle är Slough, 5,0 km norr om Windsor Great Park. Trakten runt Windsor Great Park består till största delen av jordbruksmark.